# Patrik Bärtschi
Patrick Bärtschi (Bülach, 20 agosto 1984) è un hockeista su ghiaccio svizzero professionista che gioca nel ruolo di ala destra per lo ZSC Lions. Venne scelto dai Pittsburgh Penguins in 202ª posizione nell'NHL Entry Draft 2002. Dal 2007 gioca con il club zurighese.

## Carriera

### Club
Patrick Bärtschi cominciò la propria carriera nelle file del Kloten Flyers, con cui giocò dal 2000 al 2006. Nelle prime due stagioni, a causa della giovane età, si alternò tra gli juniori élite degli aviatori e la prima squadra. Nonostante sia stato selezionato nel Draft NHL dai Pittsburgh Penguins, non giocò mai in alcun campionato oltre oceano. Dopo aver giocato per tre stagioni con l'SC Bern, nella stagione 2009-10 firmò un contratto con lo ZSC Lions, freschi di vittoria alla Champions Hockey League, con i quali vinse nel 2009 la Victoria Cup, torneo del quale fu anche nominato MVP. Con la maglia dei Lions Bärtschi ha vinto il primo titolo svizzero nella stagione 2011-12 proprio contro l'SC Bern.

### Nazionale
Patrick Bärtschi prese parte al Campionato Mondiale U18 nel 2001 e 2002. Partecipò inoltre al Campionato Mondiale U20 nel 2002, 2003 e 2004. Dal 2003 difende i colori della nazionale maggiore, con la quale ha disputato il Campionato mondiale nelle edizioni 2003, 2005 e 2008.

## Palmarès

### Club
- Campionato svizzero: 2

 ZSC Lions: 2011-2012, 2013-2014
- Victoria Cup: 1

 ZSC Lions: 2009

### Nazionale
- Campionato mondiale Under-18

 Argento: 1
 Svizzera U-18: 2001

### Individuale
- MVP della Victoria Cup: 1

2009
- Maggior numero di reti al Campionato mondiale U-20: 1

Canada 2003 (6 reti)
- Capocannoniere del Campionato mondiale U-20: 1

Canada 2003 (10 punti)